# Roúpes
Roúpes, en grec moderne : Ρούπες, est un village du dème de Réthymnon, en Crète, en Grèce. Selon le recensement de 2011, la population de Roúpes compte 37 habitants. Le village est situé à une altitude de 240 m et à 17 km de Réthymnon.